# Dublin Castle
Dublin Castle er et slot i Dublin. Det var sæde for den britiske administration i Irland frem til 1922. Det meste af bygningen er fra det 18. århundrede, men der er nogle rester af det oprindelige slot, som blev rejst under den første Lord af Irland Johan af England i 1204. Allerede i 1169 blev det besluttet, at der skulle bygges en fæstning i byen, med kraftige mure, og gode voldgrave til beskyttelse af byen, til administration og til at beskytte kongen skatte. Slottet var fra begyndelsen øens administrationscenter i kraft af at være kongelig residens.
Gennem århundrederne har det været residens for Irlands statholder, også kendt som Irlands vicekonge. Vicekongens lejlighed regnes som nogle af de flotteste rum i Dublin, og bruges blandt andet ved indsættelse af landets præsident. Slottet er også i perioder blevet brugt af parlamentet og forskellige domstole samt militærgarnison.
På grund af den stærke tilknytning til den britiske administration er navnet Dublin Castle blevet brugt både om bygningen og om administrationen. Man fik også skældsordet Castle Catholic, som blev brugt om katolikker, som blev opfattet som for venligtsindede mod briterne.
De irske kronjuveler blev opbevaret i slottet. De blev stjålet derfra i 1907 og er ikke kommet tilbage.
Under den irske uafhængighedskrig var slottet centret i den britiske krigsindsats mod irske republikanere. Natten før Bloody Sunday i 1920 blev to IRA-officerer og en ven af dem dræbt på slottet, angiveligt under et flugtforsøg. Personerne var Dick McKee, Conor Clune og Peadar Clancy.
Da Den irske fristat blev oprettet i 1922 blev bygningen overtaget af domstolene, eftersom Four Courts blev ødelagt samme år. Da de flyttede ud blev bygningen taget i brug til statsceremonier. Éamon de Valera tog imod akkrediteringer fra ambassadører der i 1930'erne, og i 1938 blev slottet for første gang brugt ved indsættelsen af en præsident, Douglas Hyde. Præsident Erskine Hamilton Childers lå på lit-de-parade på slottet i november 1974, og det samme gjorde de Valera i september 1975. Det eneste statslige organ, som er fast lokaliseret der, er Office of the Revenue Commissioners.
Slottet er også en turistattraktion, og efter en omfattende renovering bruges det som konferencecenter. Mens Irland havde præsidentskabet i EU var det mødested for Europarådet ved flere lejligheder. Når der ikke på slottet foregår statsceremonier eller møder, som kræver speciel sikkerhed, er det meste af slottet åbent for offentligheden. Blandt rummene, som er åbne, er St. Patricks hall, balrummet hvor præsidentindsættelserne finder sted samt vicekongens lejlighed. Pr. 2006 er den sidste, som overnattede i de kongelige rum, Margaret Thatcher, som var der sammen med sin mand Dennis under et møde i Europarådet i 1979.
Dublin Castle ejes af staten, og vedligeholdes af Office of Public Works.
Slottet har været brugt i film som Barry Lyndon, Michael Collins, Becoming Jane og The Medallion samt i tv-serien The Tudors, hvor det bliver brugt som en del af Vatikanet i pilotepisoden.

## Eksterne links
- Dublin Castles hjemmeside Arkiveret 18. oktober 2012 hos  Wayback Machine

- Wikimedia Commons har flere filer relateret til Dublin Castle